# Homotoxikologie
Die Homotoxikologie ist eine pseudowissenschaftliche Theorie, die von Hans-Heinrich Reckeweg entwickelt wurde und die Basis bildet für eine Methode der Alternativmedizin. Er sah darin eine Verbindung von wissenschaftlicher Medizin und Homöopathie und bezeichnete sie auch als moderne Homöopathie. Die der Theorie zugrundeliegenden Annahmen widersprechen aber wissenschaftlichen Erkenntnissen; unabhängige Studien, die die Wirksamkeit der Therapie belegen, existieren nicht. In Deutschland werden Leistungen der Homotoxikologie dementsprechend nicht von den gesetzlichen Krankenkassen vergütet.
Die Internationale Gesellschaft für Homotoxikologie wurde am 24. Juni 1961 in Baden-Baden gegründet, die sich seitdem um die Verbreitung dieser Theorie und die darauf basierende Therapie bemüht.

## Theorie
Reckeweg veröffentlichte seine Theorien zur Homotoxikologie in den 1940er Jahren. Aus seiner Sicht sind Krankheiten und die sie zum Ausdruck bringenden Symptome grundsätzlich auf Gifte zurückzuführen. Eine Krankheit ist demnach nichts anderes als eine körperliche Reaktion auf äußere oder innere Schadstoffe, die Homotoxine genannt werden. Dabei kann es sich der Theorie zufolge um Umweltgifte handeln, um Giftstoffe in der Nahrung oder auch um schädliche Stoffwechselprodukte. Art und Schädlichkeit der Homotoxine hängen nach dieser Theorie von der Abwehrkraft und Regulationsfähigkeit des Organismus wie auch von der Art, der Reizstärke und Einwirkungsdauer des Toxins ab. Krankheit bezeichnete Reckeweg als Homotoxikose.
Krankheit ist nach dieser Lehre Zeichen einer Auseinandersetzung des Körpers mit toxisch wirkenden Substanzen. Der Körper will grundsätzlich schädliche Stoffe zunächst unschädlich machen oder ausscheiden. Gelingt dies, bleibt er gesund; gelingt dies nicht, erkrankt er. Nach dieser Theorie kommt es zu einer Krankheit, wenn die Belastung durch Giftstoffe im „Maschenwerk“ des Bindegewebes (Matrix) zu stark wird, so dass die Matrix verstopfe und die Versorgung der Körperzellen dadurch behindert werde, was schließlich zur Blockierung wichtiger Körpervorgänge und zur Störung des Fließgleichgewichts im Organismus führe.
Werde der Körper bei seinen Abwehrmaßnahmen gegen Gifte gestört – zum Beispiel durch eine konventionelle Therapie oder die Einnahme von Medikamenten – komme es zu einer „Rückvergiftung“ des Körpers. Reckeweg behauptete unter anderem, die Behandlung einer Mandelentzündung mit Antibiotika könne auf diese Weise Leukämie auslösen.
Reckeweg definierte mehrere Homotoxine, wobei er acht verschiedene Sutoxine als entscheidend einstufte. Dabei soll es sich um Giftstoffe handeln, die in Schweinefleisch enthalten sind, woraus er den Schluss zog, dass der Verzehr von Schweinefleisch zu Krankheit führe. Zu den Sutoxinen zählte er u. a. Cholesterin, Wachstumshormone, Sexualhormone und das Grippevirus. Angeblich erkranken Schweinefleischesser häufiger als andere Menschen an Blinddarmentzündungen, Furunkeln und Entzündungen der Gallenblase. Bei regelmäßigem Verzehr von Schweinefleisch ersetze Gewebe des Schweins allmählich menschliches Körpergewebe. „Das von Reckeweg vorhergesagte Ergebnis: Schweinefleischesser werden im Laufe der Zeit den Tieren ähnlich, die sie verspeisen.“

### Abwehrphasen gegen Homotoxine
Der Abwehrprozess des Körpers gegen Homotoxine verläuft laut Reckeweg in sechs Phasen, die nicht zwangsläufig alle nacheinander ablaufen.
- Aus der Sicht der Homotoxikologie versucht der Organismus zunächst in Phase 1, das Homotoxin mittels Ausscheidung loszuwerden. Dazu zählen zum Beispiel Schnupfen, Durchfall oder Erbrechen.
- In Phase 2 komme es zu Entzündungen, die sich z. B. als Fieber, akute Bronchitis, Hautausschlag oder Eiter äußerten.
- Phase 3 sei dann die Ablagerung (Deposition), also einer Einlagerung von Giften in Körpergewebe, wobei ein Symptom Arteriosklerose sein könne. Diese ersten drei Phasen führten noch nicht zu einer dauerhaften Krankheit (Homotoxikose).
- Die nächste Phase sei dann die Schädigung (Imprägnation), wobei die Funktion von Körperzellen beeinträchtigt wird. Ein mögliches Anzeichen könne Migräne sein.
- In Phase 5 kommt es nach dieser Theorie zu Veränderungen (Degeneration), in der sich zum Beispiel das Blutbild krankhaft verändere.
- Die letzte Phase sei die Neubildung (Neoplasma), in der sich dann Tumore bildeten.

## Therapie
Die Homotoxikologie will mit Hilfe spezieller Antihomotoxika die Entgiftung des Körpers unterstützen. Die hierzu entwickelten Präparate greifen angeblich teilweise in das "System der Grundregulation" des Bindegewebes ein. Weitere Ansatzpunkte der Therapie sind die Anregung von so genannten enzymatischen Entgiftungsprozessen in der Leber, die Anregung des Immunsystems, die Stimulation so genannter neuraler Heilreflexe und die Beeinflussung der Hormonproduktion von Hypophyse und Nebenniere.
Zum Einsatz kommen vorwiegend Komplexpräparate, die die Erkrankungen zunächst in eine der ersten drei beschriebenen Abwehrphasen zurückführen sollen. Bei der Auswahl der Präparate folgen die Anwender dem homöopathischen Grundsatz, Ähnliches mit Ähnlichem zu behandeln. Basis der Behandlung ist die Theorie der Isopathie. Angewendet werden vor allem homöopathische Kombipräparate, so genannte Suis-Organ-Präparate, die aus Organgewebe von Schweinen gewonnen und injiziert werden sowie Nosoden. Grundsätzlich wird von den Patienten gefordert, auf den Verzehr von Schweinefleisch zu verzichten.

## Kritik
- Der Erklärungsansatz der Homotoxikologie ist monokausal. Sie wird von ihren Vertretern als Weiterentwicklung der Homöopathie bezeichnet, allerdings kennt diese keine monokausalen Erklärungen für Krankheiten und vertritt einen ganzheitlichen Ansatz.
- Die Grundannahmen Reckewegs entsprechen nicht den Erkenntnissen der wissenschaftlichen Medizin, es gibt keine unabhängigen Studien, die die Wirksamkeit der Therapie belegen. Auch für die Existenz von Sutoxinen gibt es keine wissenschaftlichen Belege, es handelt sich um Spekulationen.[1]
- „Reckewegs Aussage, unter dem Einfluss der üblichen Medikamente könnten aus Viren sogenannte vagabundierende, krebsauslösende Gene entstehen, ist absurd.“[5]
- In Placebo-kontrollierten randomisierten klinischen Studien konnte keinerlei Nachweis über eine therapeutische Wirksamkeit erbracht werden.[6]